# Palais Santacroce a Sant'Angelo
Le Palazzo Santacroce, connu sous le nom Palazzo Santacroce a Sant'Angelo pour le différencier du Palazzo Santacroce alla Regola, est un palais Renaissance situé dans le rione Sant'Angelo à Rome.

## Histoire
La famille Santacroce est présente à Rome depuis le XIe siècle, vivant dans le rione Sant'Angelo depuis le siècle suivant. Avec des membres agités et querelleurs, la famille s'est retrouvée intensément et violemment impliquée dans les guerres de barons dans la ville, en particulier contre la famille Margani. Le pape Sixte IV Della Rovere (1471-1484) les a finalement expulsés et a ordonné la démolition de leurs maisons. Avec l'élection du nouveau pape Innocent VIII, la famille a pu rentrer et c'est peu de temps après, en 1501, qu'Antonio Santacroce ordonne la construction d'un manoir sur les ruines des résidences démolies. Les années suivantes, les Santacroce parviennent à se réaffirmer de plus en plus dans la société romaine, élisant des sénateurs et des conservateurs au Capitole, mais surtout avec quatre cardinaux à la cour papale, dont le premier Prospero Santacroce, qui reçoit le mérite (ou le démérite) de avoir introduit l'usage du tabac à Rome, qui s'appelait erba santacroce. À la fin du XVe siècle, la famille acquiert le fief de Vejano.

## Description

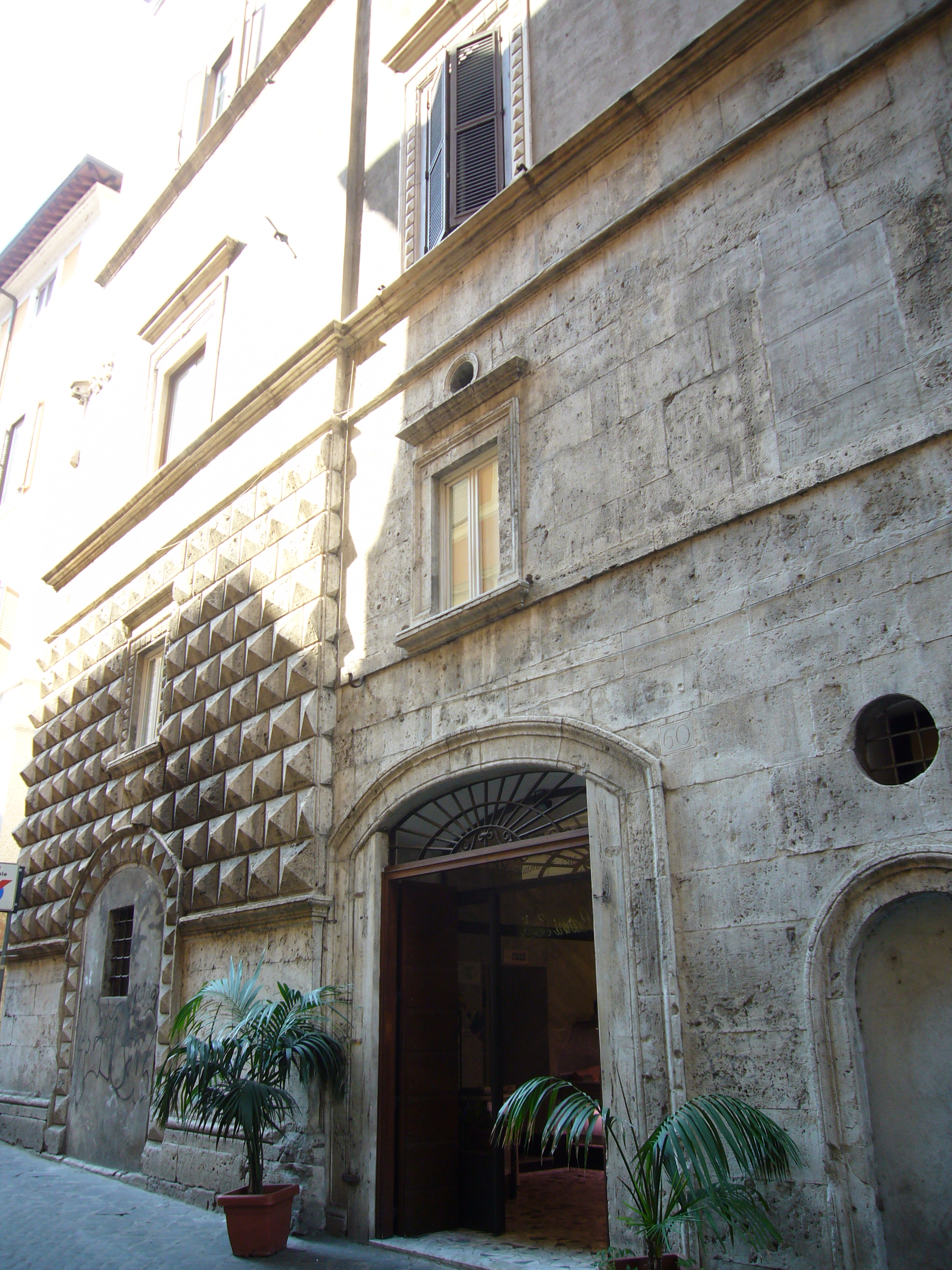
Façade sur la Via di Santa Maria del Pianto.

Le palais a été construit, selon la coutume de l'époque, avec une belle et sévère tour au coin, connue aujourd'hui sous le nom de Torre Santacroce, qui présente au rez-de-chaussée un revêtement rustique en « pointe de diamant » qui rappelle le palais des Diamants à Ferrare et qui est unique à Rome. Le reste du bâtiment, en revanche, est recouvert de simples dalles de travertin. L'agressivité de la tour a été atténuée après la construction d'une élévation au sommet au XVIIe siècle qui a diminué la domination de la tour sur le reste du bâtiment. Des inscriptions sur le portail principal et sur les fenêtres commémorent encore aujourd'hui le refondateur de la maison, « ANTONIUS DE SANCTACRUCE [FECIT] ».
De nombreux membres de la famille sont enterrés dans l'église voisine de Santa Maria in Publicolis